# Rumpelstiltskin
Rumpelstiltskin is een compact disc uitgegeven door Rabbit Ears waarop de vertelling van Repelsteeltje te horen is. Rabbit Ears was een platenlabel waarop uitgaven plaatsvonden van moderne vertellingen van sprookjes. Deze sprookjes verteld door bekende acteurs werden vervolgens voorzien van muziek door bands of artiesten die voorhanden waren. Rumpelstiktskin werd verteld door Kathleen Turner, de muziek werd verzorgd door Tangerine Dream. Het album bevat in de eerste track de vertelling inclusief muziek. Dit was ook terug te vinden op de video. De cd bevatte naast die hoofdtrack, de complete muziek, maar dan zonder het verhaal. 
Het album is niet meer te koop. De dvd met alleen de eerste track en de animatie werd later heruitgegeven.

## Musici
- Edgar Froese, Jerome Froese – synthesizers, elektronica

## Muziek
| Nr. | Titel                    | Duur  |
| --- | ------------------------ | ----- |
| 1.  | Rumpelstiltskin          | 22:00 |
| 2.  | Rumpelstiltskin theme    | 2:55  |
| 3.  | Alchemy of straw         | 2:54  |
| 4.  | Rumpel Town              | 4:19  |
| 5.  | The countryside          | 2:22  |
| 6.  | A walk through the woods | 4:35  |
| 7.  | Dance on the hill        | 3:09  |
| 8.  | A mother’s triumph       | 2:22  |